# Восстание Марица
Восстание Марица (африк. Maritz-rebellie; англ. Maritz Rebellion), также известное как «Бурское восстание» или «Восстание пяти шиллингов» (англ. Five Shilling Rebellion) (15 сентября 1914 — 4 февраля 1915), — восстание буров против правительства Южно-Африканского Союза, за восстановление самостоятельности бурских республик (Оранжевой и Трансвааля), утраченной в результате Второй англо-бурской войны.
Поводом для восстания послужило намерение пробританского правительства Южно-Африканского Союза осуществить вторжение на территорию Германской Юго-Западной Африки (современная Намибия) осенью 1914 года, вскоре после начала Первой мировой войны. Многие члены правительства Южно-Африканского Союза сами были ветеранами англо-бурских войн, сражавшимися против англичан, однако на этот раз они заняли британскую сторону. В связи с этим восстание потерпело поражение, а его зачинщики были приговорены к крупным денежным штрафам и различным срокам тюремного заключения.

## Предыстория
По окончании Второй англо-бурской войны (1902 год) всем взятым в плен бурам была предложена свобода взамен на письменное обязательство принять британское гражданство и соблюдать условия мира с британскими властями. Отказавшиеся это сделать, такие как Денейс Рейц, были изгнаны из Южной Африки. В течение следующего десятилетия многие из них вернулись на Родину, однако не все из них по возвращении подписали это обязательство. После Англо-бурской войны тех буров, которые сражались до конца, стали называть «bitterenders» — «твердолобыми, непримиримыми»; так же называли и тех, кто не присягнул британским властям и был готов начать новую войну, воспользовавшись удобной ситуацией. В своё время немецкий журналист, взявший интервью у отставного бурского генерала Джеймса Герцога для газеты «Tägliche Rundschau», писал: «Герцог считает, что трёхлетняя борьба буров принесёт свои плоды: их свобода в виде Южно-Африканской республики сама упадёт им в руки, как только Англия окажется втянута в войну против европейской державы». В начале Первой мировой войны «непримиримые» увидели свой шанс, тем более что противником Англии стала Германия, одно время оказывавшая им свою поддержку.

## Начало мировой войны
Военные действия, которые начались в Европе в августе 1914 года, были давно ожидаемы, и правительство Южно-Африканского Союза прекрасно осознавало значение, которое будет иметь наличие у него общей границы с германской колонией в Юго-Западной Африке. Премьер-министр ЮАС Луис Бота уведомил Лондон, что Южная Африка сама способна защитить себя и поэтому британский гарнизон можно отправить во Францию. Когда британское правительство спросило Боту, смогут ли его войска осуществить вторжение в Германскую Юго-Западную Африку, он заявил о готовности сделать это.
С началом военных действий в Европе войска Южно-Африканского Союза были дислоцированы на границе с Юго-Западной Африкой. Ими командовали генерал Генри Лукин и генерал Мани Мариц. Вскоре после заявления Боты ещё один бурский отряд занял германский порт Людериц.

## Ход восстания
Многие буры выступали против участия в войне за британские интересы против немцев, тем более что Германия во время Англо-бурской войны симпатизировала бурам. Узнав о планах правительства ЮАС напасть на германскую колонию, главнокомандующий вооружёнными силами ЮАС генерал Кристиан Бейерс подал в отставку. Он писал: 
Прискорбно, что поводом для войны стало «варварство» немцев. Мы простили, но не забыли того варварства, которое творилось в нашей собственной стране во время южноафриканской войны.
 Имелись в виду зверства, совершённые британцами в отношении бурского и африканского населения во время Второй Англо-бурской войны. Сенатор генерал Коос де ла Рей, который отказался поддержать планы правительства во время их обсуждения в парламенте, встретился с Бейерсом, и 15 сентября они вместе отправились в Почефструм (Трансвааль) к генералу Яну Кемпу, в чьём распоряжении находился большой склад оружия и отряд из 2000 человек, только что прошедших обучение. Многие из них как предполагалось, были готовы поддержать зачинщиков.
Хотя цель этой поездки так и осталась неясной, южноафриканские власти были убеждены, что она была предпринята с целью подготовки мятежа — именно эта версия была позднее выдвинута в правительственной «Синей книге», посвящённой восстанию Марица и его подавлению («Report on the Outbreak of the Rebellion and the Policy of the Government with regard to its Suppression», февраль 1915 г.). Как утверждал сам генерал Бейерс, они всего лишь хотели обсудить возможность одновременной отставки армейского руководства в знак протеста против планов правительства. Как бы то ни было, по дороге автомобиль был «по ошибке» обстрелян полицейскими возле блокпоста, созданного для поимки некой банды Фостера. Де ла Рей был убит. На его похоронах многими из собравшихся националистов-африканеров озвучивалась версия, согласно которой гибель сенатора была предумышленным политическим убийством, подстроенным властями. Подобные слухи ещё больше накаляли ситуацию.

В этой обстановке мятеж поднял генерал Мариц со своим отрядом. Он обратился к населению с воззванием от имени временного правительства, в котором провозглашалась независимость бывших Трансвааля, Оранжевого Свободного Государства, провинции Наталь и Капской колонии. Мариц призвал всё белое население, независимо от национальности, 
Взять в свои руки оружие и воплотить в жизнь давний идеал свободной и независимой Южной Африки!
 Согласно заявлению Марица, руководителями временного правительства должны были стать генералы Кристиан Бейерс, Христиан де Вет, Мани Мариц, Ян Кемп и Безейденхаут (Bezuidenhout).
Наиболее крупными из повстанческих отрядов командовали Мариц, Де Вет, Бейерс и Кемп. Отряд Марица занял городок Кеймус на берегу реки Оранжевой в Северо-Капской провинции. Лиденбургский отряд, под командованием прославленного генерала Де Вета, занял город Гейлброн, захватил поезд и завладел правительственными складами с боеприпасами. По мере того, как к нему присоединялись влиятельные местные жители, к концу недели его отряд уже достиг численности в 3000 человек. Бейерс также собрал отряд в горном районе Магалисберг. В общей сложности, в восстании приняло участие около 12 тысяч человек. Однако действовали они разрозненно, а противостояли им 32-тысячные колониальные контингенты, из которых двадцать тысяч также были бурами.
14 октября 1914 года власти ЮАС объявили военное положение, и правительственные силы, под командованием генералов-буров Луиса Боты и Яна Смэтса, приступили к подавлению мятежа. 
17 октября 1914 года в городе Каймоэс  С. Г. Мариц подписал союзное соглашение с Б. фон Застровым, представителем имперского губернатора Германской Юго-Западной Африки.
Однако, отряд генерала Марица был разбит 24 октября, а самому ему удалось скрыться на территории Юго-Западной Африки. Отряд Бейерса был атакован и разбит 28 октября, после чего Бейерс привёл оставшихся к Кемпу, но 8 декабря утонул в реке Вааль. Генерал Де Вет был захвачен в Бечуаналенде.
Генерал Кемп совершил 1100-километровый переход через пустыню Калахари, потеряв триста из восьмисот человек и большую часть лошадей, - и присоединился к Марицу на немецкой территории. Однако, примерно через неделю Кемп вернулся и сдался властям ЮАС 4 февраля 1915 года.

## Результаты
В официальном заявлении правительства говорилось, что число жертв со стороны правительства составило 132 убитых и 242 раненых, а со стороны повстанцев - 190 убитых и около 325 раненых.
В отличие от приговоров организаторам ирландского Пасхального восстания 1916 года, большинство которых были расстреляны, руководители бурского восстания понесли более лёгкое наказание. Был вынесен и приведен в исполнение только один смертный приговор офицеру Йопи Фури. Остальные были приговорены к лишению свободы на срок от шести до семи лет и крупным денежным штрафам. Два года спустя они были освобождены из тюрьмы, после того как Луис Бота объявил амнистию. После этого «непримиримые» сосредоточились на легальной политической борьбе в рамках конституционной системы Южно-Африканского Союза и создали Национальную партию, которая будет доминировать в политике Южной Африки с конца 1940-х до начала 1990-х годов и сформирует систему апартеида.
После того как восстание Марица было подавлено, южноафриканская армия продолжила боевые действия в Германской Юго-Западной Африке, разгромив немцев к июлю 1915 года (см. Югозападноафриканская кампания).